# 高坂真琴
高坂真琴（1950年3月22日—）是日本的女聲優，出身於大阪府，隸屬東京俳優生活協同組合。

## 演出作品

### 電視動畫
- 紅髮安妮（露比・吉利斯（第2代））
- 女排No.1（大木）
- 安地斯少年佩佩羅的冒險（英蒂卡）
- 咪咪流浪記（麗絲・亞康）
- 新·網球甜心（岡浩美）
- 淘氣神物語 叩隆叩隆寶蓉（梅蒂亞）
- 我是鐵兵（上杉可奈子）
- 無敵太空船（星川晃二、岡田綠）
- 怪怪怪的鬼太郎（第3作）（天童星郎）
- 城市獵人2（血腥瑪麗（ = 蘿絲・瑪麗・月））
- 新小鬼Q太郎（O次郎（第一代））
- 跑步勝平（玉美）
- 變形金剛：頭領戰士（皮皮羅）
- 無比敵（章魚美）
- 保羅奇蹟大作戰（麗絲）
- 家族魯賓遜漂流記 不可思議之島的芙蘿拉 （傑克・魯賓遜）
- 佩琳物語（養羊的少年）
- 牧場上的少女卡特莉（克勞斯・庫賽拉）
- 尼爾斯的不可思議之旅（尼爾遜）
- 勇者萊汀（櫻野真里（第一代））
- 戀愛情結（信子的奶奶）

### OVA
- Cream Lemon4 波普追跡者（舞）

### 劇場版動畫
- 女排No.1（大木）
- 網球甜心（岡浩美）
- 怪怪怪的鬼太郎 最強妖怪軍團!登陸日本!（天童星朗）

### 廣播劇
- 玻璃假面（北島真夜）

### 遊戲
- 超級機器人大戰（櫻野真里、溫朵羅）

### 特攝
- 超級戰隊系列
  - 電擊戰隊變化人（柔莉的聲音）
  - 超獸戰隊生命人（可倫的聲音）
  - 地球戰隊五人組（5君人偶的聲音、惡魔電視的聲音）
  - 五星戰隊大連者（人偶的聲音）
  - 忍者戰隊隱連者（人偶的聲音）
- 東映不可思議喜劇系列
  - 機器人8號（麥樂蒂的聲音）
  - 佩東東（芹菜的電腦的聲音）
- 金屬英雄系列
  - 宇宙刑警夏達（腹語術娃娃的聲音）
  - 特救指令太陽腦（波梅的聲音/新蕾拉的聲音）
  - 特搜機器人強珀森（綿羊A38號凱文的聲音、卡洛兒的聲音、黑卡洛兒的聲音）

### CM
Combat・動畫篇（大日本除蟲菊）
動畫角色的少女（小真-高坂真琴的小名）快樂的一邊跳過一邊說明Combat的效用的CM，最後確實是有大阪的大嬸樣（據金鳥的HP，有故意在老臉化妝的事情）的高坂本人登場，在之後改換在工作室做後期配音「小真真的有，55歲！討厭～啦！」等於把實際年齡給公開了，實在是很強烈的衝擊CM（不過高坂本人當時的實際年齡是56歲）。於2006年播出。
2007年是，為了續篇「三重奏片」演出。Combat分成大中小3個種類，小真也是大中小的3人增奪。最後是，高坂真琴（中）與、池谷伸枝（大）、文月君（小）的3人，與動畫一樣小真同樣是角色扮演登場。這3人，體格確實也是大中小，有超過前作的衝擊。再說，小真的聲音由這3人擔任。

### 其他
- 類型軟體 網球甜心（岡浩美）
- NHK大河劇 龍馬來了（大龜的居酒屋小女）
- 特別機動搜查隊
  - 第340話「像霧般的女人」（公惠）其他角色多數演出
- 銀河電視 霧之旗（1972年）（大塚家女傭）
- 小熊米莎（帕爾倫）
- 作戰！龍（林美麗）
- 真實的恐怖故事「老奶奶的留言」
- 噗嚕噗嚕噗倫（噗倫）
- 什什什麼（小菊）
- 海藻也萬歲！！（旁白）（萬代）

## 外部連結
- 東京俳優生活協同組合公開簡歷